# Лароуко
Лароуко (гал. Larouco, ісп. Laroco) — муніципалітет в Іспанії, у складі автономної спільноти Галісія, у провінції Оренсе. Населення — 581 осіб (2009).
Муніципалітет розташований на відстані близько 360 км на північний захід від Мадрида, 55 км на схід від Оренсе.
Муніципалітет складається з таких паррокій: Фрейшидо, Лароуко, Портомоуріско, Сеадур.

## Демографія
Динаміка населення (INE ):

## Галерея зображень

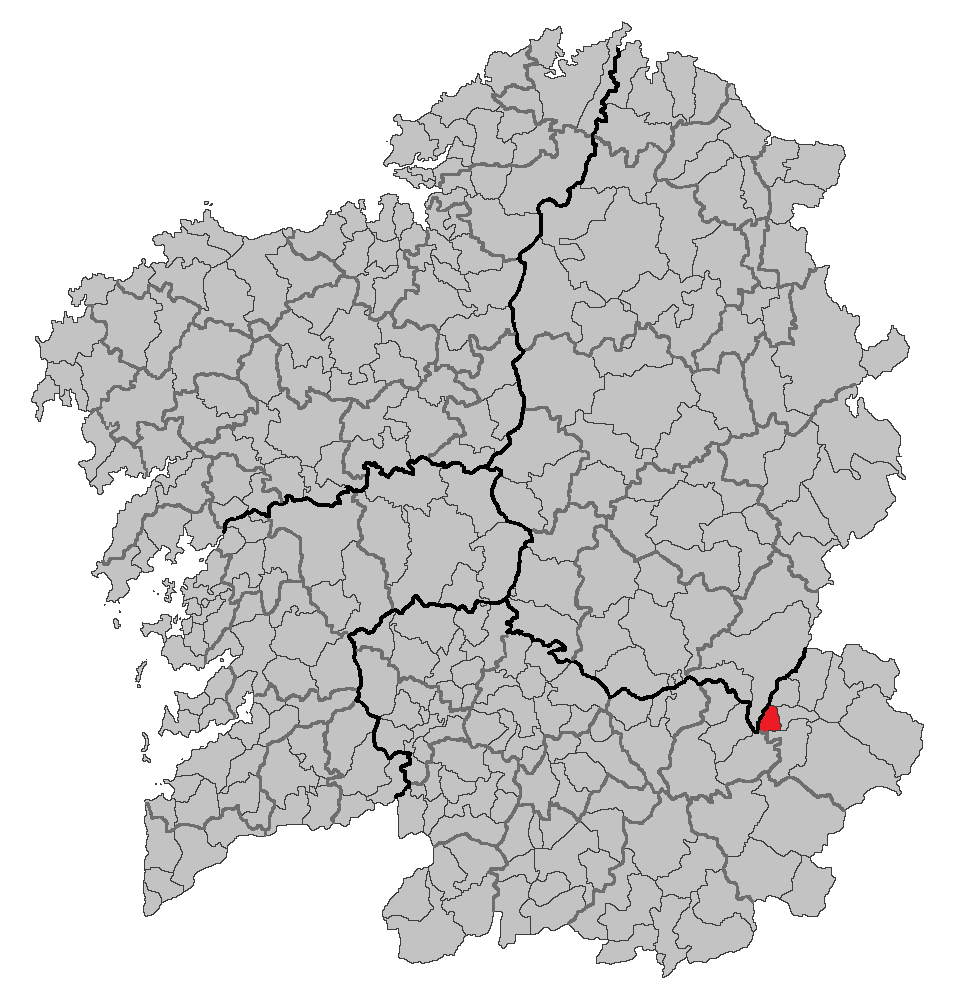
Розташування муніципалітету